# 2013年全仏オープン
2013年 全仏オープン（2013ねんぜんふつオープン、Internationaux de France de Roland-Garros 2013）は、フランス・パリにある「スタッド・ローラン・ギャロス」にて、2013年5月26日から6月9日まで開催された。

## シニア

### 男子シングルス
ラファエル・ナダル def.  ダビド・フェレール, 6–3, 6–2, 6–3
- ナダルは4年連続8度目の優勝であり、オープン化以降では同一大会の四大大会8勝は史上初である[1]。

### 女子シングルス
セリーナ・ウィリアムズ def.  マリア・シャラポワ, 6–4, 6–4
- セリーナは11年ぶり2度目の優勝。31歳8か月での優勝はオープン化以降の最年長記録である[2]。

### 男子ダブルス
ボブ・ブライアン /  マイク・ブライアン def.  ミカエル・ロドラ /  ニコラ・マユ, 6–4, 4–6, 7–6(4)
- ブライアン兄弟は10年ぶり2度目の優勝。共に4度目の大会優勝である。歴代最多の4大大会14勝目を挙げた[3]

### 女子ダブルス
エカテリーナ・マカロワ /  エレーナ・ベスニナ def.  サラ・エラニ /  ロベルタ・ビンチ, 7-5, 6-2
- マカロワとベスニナにとって4大大会初優勝である。

### 混合ダブルス
ルーシー・ハラデツカ /  フランティシェク・チェルマク def.  クリスティナ・マダナビッチ /  ダニエル・ネスター, 1–6, 6–4, [10–6]